# Amphoe Doi Saket

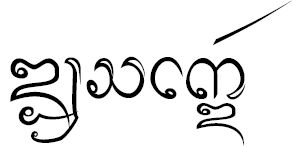
„Doi Sakhet“ in Lan-Na-Schrift

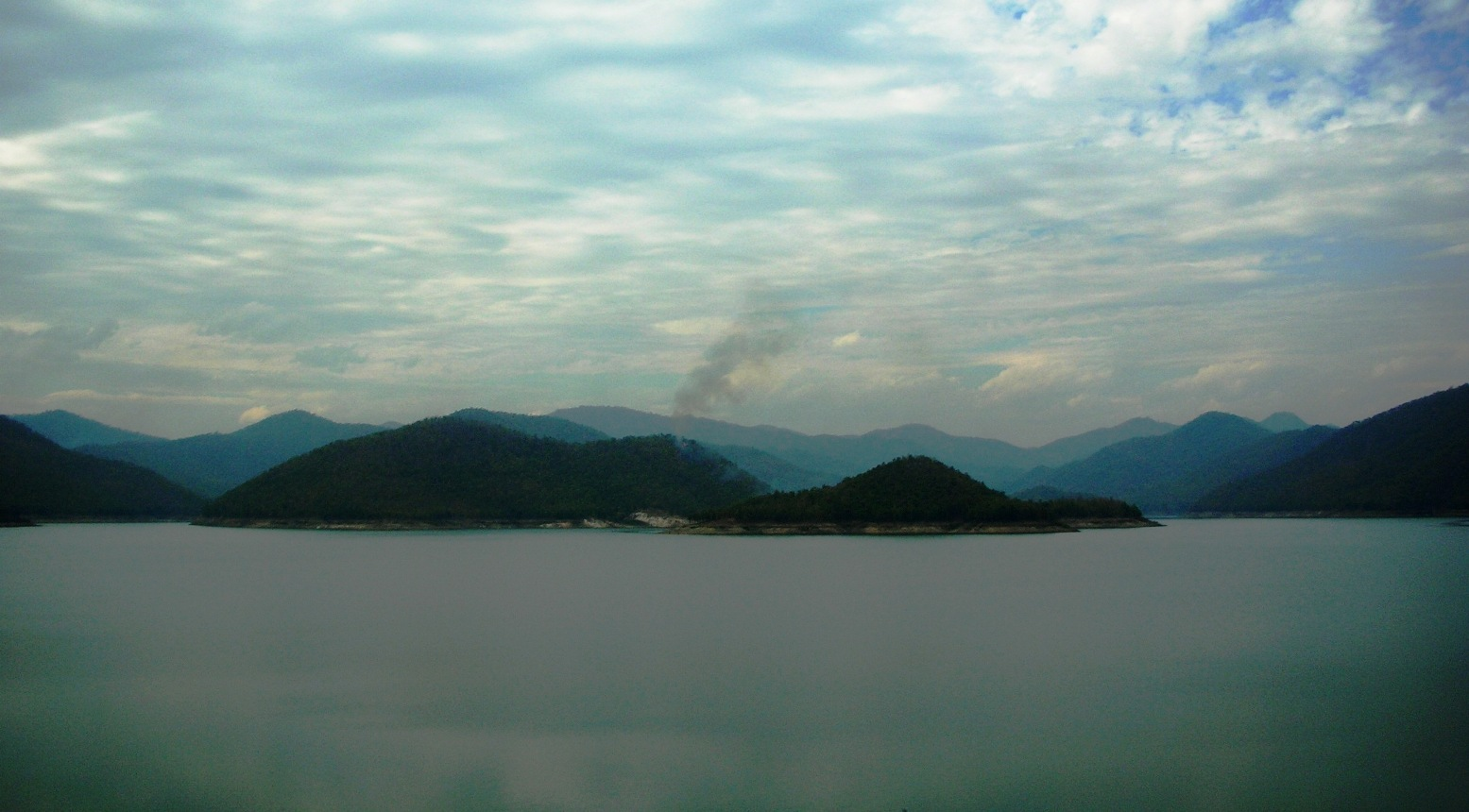
Mae Kuang Staudamm (เขื่อนแม่กวงอุดมธารา). Khun Tan Gebirge im Hintergrund

Amphoe Doi Saket (thailändisch อำเภอ ดอยสะเก็ด) ist ein Landkreis (Amphoe – Verwaltungs-Distrikt) im Osten der Provinz Chiang Mai. Die Provinz Chiang Mai liegt in der Nordregion von Thailand.

## Geographie
Benachbarte Landkreise (von Süden im Uhrzeigersinn): die Amphoe Mae On, San Kamphaeng, San Sai, Mae Taeng und Phrao der Provinz Chiang Mai, sowie Wiang Pa Pao der Provinz Chiang Rai und Mueang Pan der Provinz Lampang.
Im Landkreis Doi Saket liegt der Mae-Takhrai-Nationalpark, der die Quelle des Mae Nam Ping (Ping-Fluss) schützt.

## Ausbildung
In Amphoe Doi Saket befindet sich der Hauptcampus der Technischen Universität Rajamangala Lanna.

## Verwaltung

### Provinzverwaltung
Der Landkreis Doi Saket ist in 14 Tambon („Unterbezirke“ oder „Gemeinden“) eingeteilt, die sich weiter in 112 Muban („Dörfer“) unterteilen.
| Nr. | Name          | Thai       | Muban | Einw.  |
| --- | ------------- | ---------- | ----- | ------ |
| 01. | Choeng Doi    | เชิงดอย     | 13    | 11.430 |
| 02. | San Pu Loei   | สันปูเลย     | 15    | 12.950 |
| 03. | Luang Nuea    | ลวงเหนือ    | 10    | 06.139 |
| 04. | Pa Pong       | ป่าป้อง      | 08    | 04.007 |
| 05. | Sa-nga Ban    | สง่าบ้าน     | 05    | 02.093 |
| 06. | Pa Lan        | ป่าลาน      | 06    | 02.021 |
| 07. | Talat Khwan   | ตลาดขวัญ    | 06    | 03.896 |
| 08. | Samran Rat    | สำราญราษฎร์ | 08    | 03.389 |
| 09. | Mae Khue      | แม่คือ       | 06    | 05.472 |
| 10. | Talat Yai     | ตลาดใหญ่    | 05    | 03.639 |
| 11. | Mae Hoi Ngoen | แม่ฮ้อยเงิน   | 06    | 03.721 |
| 12. | Mae Pong      | แม่โป่ง      | 10    | 05.532 |
| 13. | Pa Miang      | ป่าเมี่ยง     | 06    | 03.494 |
| 14. | Thep Sadet    | เทพเสด็จ    | 08    | 01.614 |

### Lokalverwaltung
Es gibt 13 Kommunen mit „Kleinstadt“-Status (Thesaban Tambon) im Landkreis:
- Pa Pong (Thai: เทศบาลตำบลป่าป้อง) bestehend aus Teilen des Tambon Pa Pong.
- Sa-nga Ban (Thai: เทศบาลตำบลสง่าบ้าน) bestehend aus den kompletten Tambon Sa-nga Ban, Pa Lan.
- Talat Khwan (Thai: เทศบาลตำบลตลาดขวัญ) bestehend aus dem kompletten Tambon Talat Khwan.
- Samran Rat (Thai: เทศบาลตำบลสำราญราษฎร์) bestehend aus dem kompletten Tambon Samran Rat.
- Mae Khue (Thai: เทศบาลตำบลแม่คือ) bestehend aus dem kompletten Tambon Mae Khue.
- Talat Yai (Thai: เทศบาลตำบลตลาดใหญ่) bestehend aus dem kompletten Tambon Talat Yai.
- Mae Hoi Ngoen (Thai: เทศบาลตำบลแม่ฮ้อยเงิน) bestehend aus dem kompletten Tambon Mae Hoi Ngoen.
- Pa Miang (Thai: เทศบาลตำบลป่าเมี่ยง) bestehend aus dem kompletten Tambon Pa Miang.
- Doi Saket (Thai: เทศบาลตำบลดอยสะเก็ด) bestehend aus den Teilen der Tambon Choeng Doi, Luang Nuea, Pa Pong.
- Choeng Doi (Thai: เทศบาลตำบลเชิงดอย) bestehend aus Teilen des Tambon Choeng Doi.
- Mae Pong (Thai: เทศบาลตำบลแม่โป่ง) bestehend aus dem kompletten Tambon Mae Pong.
- Luang Nuea (Thai: เทศบาลตำบลลวงเหนือ) bestehend aus Teilen des Tambon Luang Nuea.
- San Pu Loei (Thai: เทศบาลตำบลสันปูเลย) bestehend aus dem kompletten Tambon San Pu Loei.

Außerdem gibt es eine „Tambon-Verwaltungsorganisationen“ (องค์การบริหารส่วนตำบล – Tambon Administrative Organizations, TAO)
- Thep Sadet (Thai: องค์การบริหารส่วนตำบลเทพเสด็จ) bestehend aus dem kompletten Tambon Thep Sadet.